# Thing (truyện tranh)
Thing (Ben Grimm) là một siêu anh hùng hư cấu xuất hiện trong truyện tranh Mỹ được xuất bản bởi Marvel Comics. Nhân vật này là thành viên sáng lập của Fantastic Four. Thing được tạo ra bởi nhà văn kiêm biên tập viên Stan Lee và nghệ sĩ Jack Kirby, lần đầu tiên ông xuất hiện trong The Fantastic Four #1 (tháng 11 năm 1961).
Nam diễn viên Michael Bailey Smith thủ vai nhân vật Ben Grimm trong phim Bộ tứ siêu đẵng năm 1994. Michael Chiklis thủ vai Thing trong phim Bộ tứ siêu đẳng (2005) và Bộ tứ siêu đẳng 2: Sứ giả bạc (2007). Jamie Bell thủ vai nhân vật trong Bộ tứ siêu đẳng năm 2015.
Năm 2011, IGN đã xếp nhân vật thứ 18 trong "Top 100 anh hùng truyện tranh hàng đầu", và thứ 23 trong "Top 50 Avengers" năm 2012. Thing cũng được tạp chí Empire thứ 10 trong "Top 50 Nhân vật truyện tranh vĩ đại nhất " năm 2008. Ngoài ra, Thing được hạng 2 trong "danh sách các nhân vật quái vật của Marvel Comics năm 2015".

## Sức mạnh và khả năng
Sức mạnh siêu phàm chính của The Thing là sức mạnh thể chất tuyệt vời của anh ta. Qua nhiều năm, kết quả của quá trình đột biến hơn nữa và tập luyện nghiêm ngặt trên các máy do Reed Richards thiết kế, sức mạnh của anh đã tăng lên đáng kể.
Anh ta có khả năng sống sót sau tác động của lực lớn mà không bị thương, vì cơ thể anh ta được bao phủ bởi một lớp da cam, linh hoạt, giống như đá. Anh ta cũng có thể chống chọi lại những làn đạn từ vũ khí cỡ nòng cao cũng như những viên đạn xuyên giáp. Tuy nhiên, nó có thể bị thủng bên ngoài và kết quả là anh ấy bị chảy máu. Một trường hợp như vậy liên quan đến móng vuốt adamantium của Wolverine để lại sẹo trên khuôn mặt của Thing.
Hệ cơ cao cấp của The Thing tạo ra ít độc tố gây mệt mỏi hơn trong quá trình hoạt động thể chất, mang lại cho anh ta mức độ chịu đựng siêu phàm. Khi ở dạng Thing, anh ta chỉ có bốn ngón tay trên mỗi bàn tay và bốn ngón chân trên mỗi bàn chân. Việc mất đi một chữ số của mỗi bàn tay và bàn chân, ngoài việc gia tăng khối lượng của phần còn lại, không ảnh hưởng đến sự khéo léo bằng tay của anh ta. Tuy nhiên, anh ta đã được chứng minh là làm những việc như cầm bút chì và sử dụng nó để quay số điện thoại (ngay cả với mặt số quay), hoặc nhấn các nút trên bàn phím, để sử dụng các thiết bị thường quá nhỏ đối với anh ta.
Ngoài các thuộc tính thể chất của mình, các giác quan của Thing có thể chịu được mức độ kích thích giác quan cao hơn một người bình thường, ngoại trừ xúc giác của anh ta. Phổi của anh ta có hiệu suất và thể tích lớn hơn phổi của một người bình thường. Kết quả là, Thing có thể nín thở trong thời gian dài hơn.
The Thing là một phi công có kỹ năng đặc biệt , do anh đã có thời gian làm phi công thử nghiệm trong Thủy quân lục chiến Hoa Kỳ và là thành viên sáng lập của Bộ tứ siêu đẳng. Anh ta cũng là một chiến binh tay không đáng gờm và không ngừng nghỉ. Phong cách chiến đấu của anh kết hợp các yếu tố quyền anh, đấu vật, judo, jujitsu, và kỹ thuật chiến đấu đường phố, cũng như huấn luyện chiến đấu tay đôi từ quân đội.
Nhân cơ hội, khi Ben Grimm lấy lại hình dạng con người và mất đi sức mạnh Thing, anh ta đã sử dụng một bộ giáp chiến đấu được thiết kế bởi Reed Richards mô phỏng sức mạnh và độ bền của cơ thể đột biến của anh ta, mặc dù ở mức độ yếu hơn. Mặc bộ đồ được thiết kế để trông giống với hình dạng đá của anh ấy, Ben tiếp tục tham gia vào các cuộc phiêu lưu của Bộ tứ siêu đẳng. Bộ đồ ngoại hình đầu tiên của Thing đã bị phá hủy sau khi Galactus khôi phục sức mạnh tự nhiên và hình dạng của Ben. Một bộ đồ thứ hai đã được chế tạo (có lẽ là bởi Richards) và được sử dụng không thường xuyên khi Ben đã trở lại hình dạng con người của mình.
Reed đã nhiều lần thất bại trong việc khôi phục vĩnh viễn Ben về hình dạng con người. Khi Doom đảo ngược sự biến đổi tia vũ trụ tương tự của Sharon Ventura, anh ta sử dụng cả khoa học và phép thuật.  Ben gần như bất tử khi ở dạng Thing, vì anh ta chỉ già đi khi là con người. Sau khi Franklin và Valeria tạo ra một công thức cho phép Ben trở thành con người trong một tuần mỗi năm, Reed và Nathaniel đã du hành hơn 3.000 năm vào tương lai để thấy Ben vẫn còn sống sau ngần ấy thời gian.